# Campeonato Acriano de Futebol de 2022
O Campeonato Acriano de Futebol de 2022 foi a 95.ª edição da principal divisão do futebol acriano e a 77.ª organizada pela Federação de Futebol do Estado do Acre (FFAC). Teve o Humaitá como campeão e o São Francisco-AC como o vice-campeão. Fabinho, do Humaitá, foi o maior goleador do torneio, com 7 gols.

## Formato e participantes
O regulamento do Campeonato Acriano de 2022 sofreu significativas alterações em relação ao do ano anterior. As onze agremiações participantes foram divididas em um grupo de cinco e um de seis. As três melhores colocadas de cada grupo se qualificam para a segunda fase, um hexagonal final. No hexagonal final, as seis agremiações restantes jogaram entre si, com o primeiro colocado sendo declarado campeão. A competição deu ao campeão e vice vagas para a Copa do Brasil de 2023, para a Copa Verde de 2023 e para a Série D de 2023.
| Fonte: FFAC e Futebol do Norte. |

## Primeira Fase

### Grupo A
| Pos | Times             | Pts | J | V | E | D | GP | GC | SG | %  |
| --- | ----------------- | --- | - | - | - | - | -- | -- | -- | -- |
| 1   | ADESG             | 10  | 5 | 3 | 1 | 1 | 8  | 3  | +5 | 67 |
| 2   | Náuas             | 8   | 5 | 2 | 2 | 1 | 3  | 2  | +1 | 53 |
| 3   | Rio Branco-AC     | 7   | 5 | 2 | 1 | 2 | 7  | 5  | +2 | 47 |
| 4   | Plácido de Castro | 7   | 5 | 1 | 4 | 0 | 10 | 6  | +4 | 47 |
| 5   | Atlético Acreano  | 5   | 5 | 1 | 2 | 2 | 3  | 6  | –3 | 33 |
| 6   | Vasco-AC          | 3   | 5 | 1 | 0 | 4 | 5  | 14 | –9 | 20 |

|                   | ADE | ATL | NAU | PLA | RIO | VAS |
| ----------------- | --- | --- | --- | --- | --- | --- |
| ADESG             | —   | 3–0 | 0–1 | –   | –   | 2–0 |
| Atlético          | –   | —   | –   | 0–0 | 0–1 | 2–1 |
| Náuas             | –   | 1–1 | —   | –   | 1–0 | –   |
| Plácido de Castro | 2–2 | –   | 0–0 | —   | –   | –   |
| Rio Branco        | 0–1 | –   | 2–2 | –   | —   | 4–1 |
| Vasco             | –   | –   | 1–0 | 2–6 | –   | —   |

|  |                     |  |        |  |                      |
|  | Vitória do Mandante |  | Empate |  | Vitória do Visitante |

| Fonte: GE. |
| Regras para classificação: 1) mais vitórias; 2) melhor saldo de gols; 3) mais gols pró; 4) confronto direto; 5) menos cartões vermelhos; 6) menos cartões amarelos; 7) mais gols fora de casa; 8) sorteio). |

### Grupo B
| Pos | Times            | Pts | J | V | E | D | GP | GC | SG  | %  |
| --- | ---------------- | --- | - | - | - | - | -- | -- | --- | -- |
| 1   | Humaitá          | 8   | 4 | 2 | 2 | 0 | 8  | 2  | +6  | 67 |
| 2   | São Francisco-AC | 8   | 4 | 2 | 2 | 0 | 6  | 3  | +3  | 67 |
| 3   | Galvez           | 7   | 4 | 2 | 1 | 1 | 9  | 2  | +7  | 58 |
| 4   | Andirá           | 2   | 4 | 0 | 2 | 2 | 5  | 11 | –6  | 17 |
| 5   | Independência    | 1   | 4 | 0 | 1 | 3 | 3  | 13 | –10 | 8  |

|               | AND | GAL | HUM | IND | SAO |
| ------------- | --- | --- | --- | --- | --- |
| Andirá        | —   | –   | 0–2 | 3–3 | –   |
| Galvez        | 4–0 | —   | –   | –   | 0–1 |
| Humaitá       | –   | 1–1 | —   | 4–0 | –   |
| Independência | –   | 0–4 | –   | —   | 2–0 |
| São Francisco | 2–2 | –   | 1–1 | –   | —   |

|  |                     |  |        |  |                      |
|  | Vitória do Mandante |  | Empate |  | Vitória do Visitante |

| Fonte: GE. |
| Regras para classificação: 1) mais vitórias; 2) melhor saldo de gols; 3) mais gols pró; 4) confronto direto; 5) menos cartões vermelhos; 6) menos cartões amarelos; 7) mais gols fora de casa; 8) sorteio). |

## Hexagonal Final
| Pos | Times            | Pts | J | V | E | D | GP | GC | SG  | %  |
| --- | ---------------- | --- | - | - | - | - | -- | -- | --- | -- |
| 1   | Humaitá          | 12  | 5 | 4 | 0 | 1 | 11 | 4  | +7  | 80 |
| 2   | São Francisco-AC | 11  | 5 | 3 | 2 | 0 | 7  | 2  | +5  | 73 |
| 3   | ADESG            | 8   | 5 | 2 | 2 | 1 | 8  | 5  | +3  | 53 |
| 4   | Galvez           | 7   | 5 | 2 | 1 | 2 | 7  | 7  | 0   | 47 |
| 5   | Rio Branco-AC    | 4   | 5 | 1 | 1 | 3 | 6  | 7  | –1  | 27 |
| 6   | Náuas            | 0   | 5 | 0 | 0 | 5 | 2  | 16 | –14 | 0  |

|               | ADE | GAL | HUM | NAU | RIO | SAO |
| ------------- | --- | --- | --- | --- | --- | --- |
| ADESG         | —   | –   | –   | 4–1 | 2–1 | –   |
| Galvez        | 1–1 | —   | –   | –   | –   | 1–2 |
| Humaitá       | 2–1 | 2–0 | —   | –   | –   | 1–2 |
| Náuas         | –   | 0–1 | 1–5 | —   | 0–3 | –   |
| Rio Branco    | –   | 2–4 | 0–1 | –   | —   | 0–0 |
| São Francisco | 0–0 | –   | –   | 3–0 | –   | —   |

|  |                     |  |        |  |                      |
|  | Vitória do Mandante |  | Empate |  | Vitória do Visitante |

| Fonte: GE. |
| Regras para classificação: 1) mais vitórias; 2) melhor saldo de gols; 3) mais gols pró; 4) confronto direto; 5) menos cartões vermelhos; 6) menos cartões amarelos; 7) mais gols fora de casa; 8) sorteio). |

## Premiação
| Campeonato Acriano de 2022 - Primeira Divisão |
| Porto Acre                                    |
| --------------------------------------------- |
| Humaitá Campeão (1.º título)                  |